# Штроугал, Любомир
Любомир Штроугал (чеш. Lubomír Štrougal; 19 октября 1924[…], Весели-над-Лужници или Veselí nad Lužnicí II — 6 февраля 2023) — чехословацкий политик и государственный деятель, секретарь и член Президиума ЦК Коммунистической партии Чехословакии (КПЧ), премьер-министр ЧССР в 1970—1988. Представлял «прагматично-центристскую» линию в руководстве КПЧ. Был отстранён за симпатии к советской перестройке. Попытался вернуться к власти в ходе бархатной революции, но не имел в этом успеха.

## Функционер партаппарата
Родился в семье сотрудника цементного завода. Его отец Йозеф Штроугал работал на предприятии своего шурина, был активистом Коммунистической партии Чехословакии (КПЧ). Он участвовал в антинацистском Сопротивлении, в 1941 был арестован немецкими оккупационными властями и погиб в берлинской тюрьме Плётцензее.
В 1949 году Любомир Штроугал окончил юридический факультет Карлова университета в Праге. С 1945 года — член КПЧ. В 1948—1959 годах был функционером окружного комитета КПЧ в Ческе-Будеёвице, с 1957 — первый секретарь окружкома. С 1958 года член ЦК КПЧ.

## Министр и секретарь ЦК
В 1959—1961 годах он руководил министерством сельского, лесного и водного хозяйства. С 1961 по 1965 годах занимал пост министра внутренних дел ЧССР в кабинетах Вильяма Широкого и Йозефа Ленарта (президентом и первым секретарём КПЧ являлся Антонин Новотный).
На этом посту участвовал в процессах чехословацкой десталинизации и реабилитации жертв репрессий готвальдовского периода. Впоследствии он обвинялся в препятствии расследованиям деятельности органов госбезопасности. Также принимал участие в затоплении нацистских документов и последующей инсценировке их обнаружения в Чёрном озере.
Во главе МВД стал одним из самых влиятельных политиков ЧССР. Ему удалось сформировать собственную группу поддержки в партийно-административном аппарате и в силовых структурах — полиции и Службе государственной безопасности (StB).
В 1965—1968 годах — секретарь ЦК КПЧ. В апреле-декабре 1968 — вице-премьер ЧССР и председатель Экономического совета. С ноября 1968 по январь 1970 — секретарь ЦК КПЧ и председатель Бюро ЦК по партийному управления в Чехии. В 1960—1968 — депутат Национального собрания Чехословакии, с 1969 — депутат Федерального собрания ЧССР.

## От Пражской весны к «Нормализации»
Штроугал поддерживал Александра Дубчека и политику Пражской весны, хотя не проявлялся в январе-августе 1968 года как активный реформатор. Не принадлежал к консервативной группе в партийном руководстве, инициировавшей Пригласительное письмо в ЦК КПСС. Не поддержал попытку секретарей ЦК Индры и Кольдера сформировать новое просоветское правительство в обход находившегося в СССР премьер-министра Олдржиха Черника. Сдержанно отнёсся к вводу в Чехословакию войск стран Варшавского договора, хотя не выступал с публичными протестами.
Вскоре Штроугал убедился, что просоветские консерваторы не угрожают его персональным позициям во власти. Он сохранил свои посты в правительстве и секретариате ЦК, с ноября 1968 состоял в Президиуме ЦК КПЧ. Поддержал назначение Густава Гусака генеральным секретарём и стал активным проводником политики «нормализации».

## Глава правительства
28 января 1970 был назначен председателем правительства — премьер-министром ЧССР. Формально Любомир Штроугал вышел на вторую позицию во властной иерархии после Густава Гусака, наравне с идеологом партии Василем Биляком. Считался одним из самых ярких деятелей партийно-государственного руководства. Выступал с позиций «центризма» и прагматизма — в противовес консерватизму Гусака и откровенному догматизму Биляка и Индры.
На практике проводил общую «нормализаторскую» политику, связанную с политическим диктатом партноменклатуры, преследованием инакомыслия, идеологической цензурой, экономической централизацией. Однако его риторика носила несколько иной характер. Она позитивно встречалась чехословацкой интеллигенцией, многие представители которой видели в премьере потенциального реформатора.
В 1974 был награждён чехословацким орденом Республики, в 1984 — советским орденом Октябрьской Революции.
Во второй половине 1980-х Штроугал позитивно воспринял горбачёвскую перестройку в СССР. Это привело его к конфликту с президентом ЧССР Гусаком и в особенности с новым генеральным секретарём ЦК КПЧ жёстким консерватором Милошем Якешем. В результате 11 октября 1988 он был отстранён с поста главы правительства, а вскоре выведен из состава Президиума ЦК. Его преемником на премьерском посту был утверждён Ладислав Адамец.

## Несостоявшееся возвращение во власть
Через год с небольшим после отставки Любомира Штроугала в Чехословакии началась Бархатная революция. В аппарате партии и госбезопасности существовала влиятельная группа сторонников Штроугала и перестроечного курса — в том числе глава правительства Ладислав Адамец и руководитель StB Алоиз Лоренц. Они рассчитывали использовать протестное движение против консервативных руководителей страны, типа Якеша и Гусака, и вернуть Штроугала к власти.
Именно эти расчёты побудили StB организовать на демонстрации 17 ноября 1989 провокацию Людвика Зифчака. Несколько дней этот план, казалось, осуществлялся — 24 ноября был отправлен в отставку М. Якеш, новый генеральный секретарь КПЧ Карел Урбанек высказывался в перестроечном духе. Однако развитие событий опрокинуло эти расчёты. Массовое движение привело к отстранению КПЧ от власти уже к концу 1989 года. Попытка Штроугала на чрезвычайном съезде возглавить КПЧ (он баллотировался на пост генерального секретаря) в новых обстоятельствах также не удалось, а от иных постов в партии он отказался.
В декабре 1989 сложил полномочия члена ЦК КПЧ и сдал мандат депутата Национального собрания. В феврале 1990 года был исключён из КПЧ — «за допущенные злоупотребления». На этом завершилась его политическая карьера.

## Частная жизнь
В послереволюционной Чехии Любомир Штроугал жил частной жизнью. Владел дорогостоящей недвижимостью — престижной квартирой в Праге, усадьбой в Йизерских горах (где и проживал основное время). В 2009 году издал мемуары «Paměti a úvahy» (Воспоминания и размышления) и книгу о Г. Гусаке, а в 2011 — «Ještě pár odpovědí» (Ещё несколько ответов).
Периодически общался с журналистами. Критиковал партийно-государственное руководство КПЧ и ЧССР, особенно за некомпетентность экономической политики. Своё политическое поражение объяснял тем, что «недооценил диссидентов».
Штроугал был дважды женат. Его дочь Ева — дизайнер, сын Любомир-младший — архитектор. На протяжении ряда лет Штроугалы поддерживали личностные связи с семейством Вацлава Гавела. Одно время в стране упорно держались слухи об отношениях Штроугала-старшего с популярной певицей и актрисой Геленой Вондрачковой, не имевшие никаких оснований.
Несмотря на преклонный возраст и сложности со здоровьем, вёл относительно активный образ жизни. У него появилась новая стилистическая особенность — ношение джинсов. По этому поводу чешская пресса отмечала, что во времена его пребывания у власти эта одежда считалась «символом западного империализма».

## Судебные преследования
После падения режима КПЧ и разделения ЧСФР на Чехию и Словакию Бюро по документации и расследованию преступлений коммунизма (ÚDV) выдвинуло в отношении Любомира Штроугала ряд уголовных обвинений. Первое из них касалось эпизода 1965 года — воспрепятствование расследованию преступлений, совершённых органами госбезопасности Чехословакии в 1948—1949 годах. Заведённое судебное дело было закрыто лишь в 2002 году «за отсутствием доказательств и в связи с истечением срока давности».
В 2019 году ÚDV возбудило уголовное дело в отношении Любомира Штроугала, Милоша Якеша и Вратислава Вайнара. Бывшему премьеру ЧССР, бывшему генсеку КПЧ и бывшему министру внутренних дел ЧССР вменялись убийства, совершённые при попытках незаконного пересечения границ Чехословакии в 1976—1989 годах. Согласно обвинению, они имели возможность предотвратить применение огнестрельного оружия и служебных собак против граждан, пытавшихся бежать из ЧССР в Австрию и ФРГ — однако сознательно допускали огонь на поражение и иные методы, повлекшие гибель девяти человек.
В мае 2021 года прокуратура Праги прекратила преследование Штроугала и Вайнара (Якеш к тому времени скончался) на основании возрастных деформаций психики. Это не являлось оправданием, поскольку в формулировке предусматривалось совершение преступного деяния. Конституционный суд Чешской Республики не согласился с прокуратурой и в марте 2022 возобновил дело.

## Кончина
Довести процесс до вердикта в отношении Штроугала не удалось. Любомир Штроугал скончался в возрасте 98 лет. Публичную информацию о его смерти первым подтвердил бывший депутат от КПЧМ Иржи Долейш.